# Aino Puronen
Aino Andreyevna Puronen, née le 20 janvier 1936 à Tosno est une coureuse cycliste soviétique.

## Palmarès

### Palmarès sur route
- 1959
  -  2e du championnat du monde de cyclisme sur route
- 1961
  - 4e du championnat du monde de cyclisme sur route
- 1962
  - 4e du championnat du monde de cyclisme sur route
- 1963
  -  3e du championnat du monde de cyclisme sur route
- 1964
  - 7e du championnat du monde de cyclisme sur route
- 1965
  -  3e du championnat du monde de cyclisme sur route
- 1966
  -  3e du championnat du monde de cyclisme sur route

### Palmarès sur piste
- 1964
  - 3e du championnat du monde de poursuite
- 1965
  - 3e du championnat du monde de poursuite